# St. Laurentius (Nürtingen)

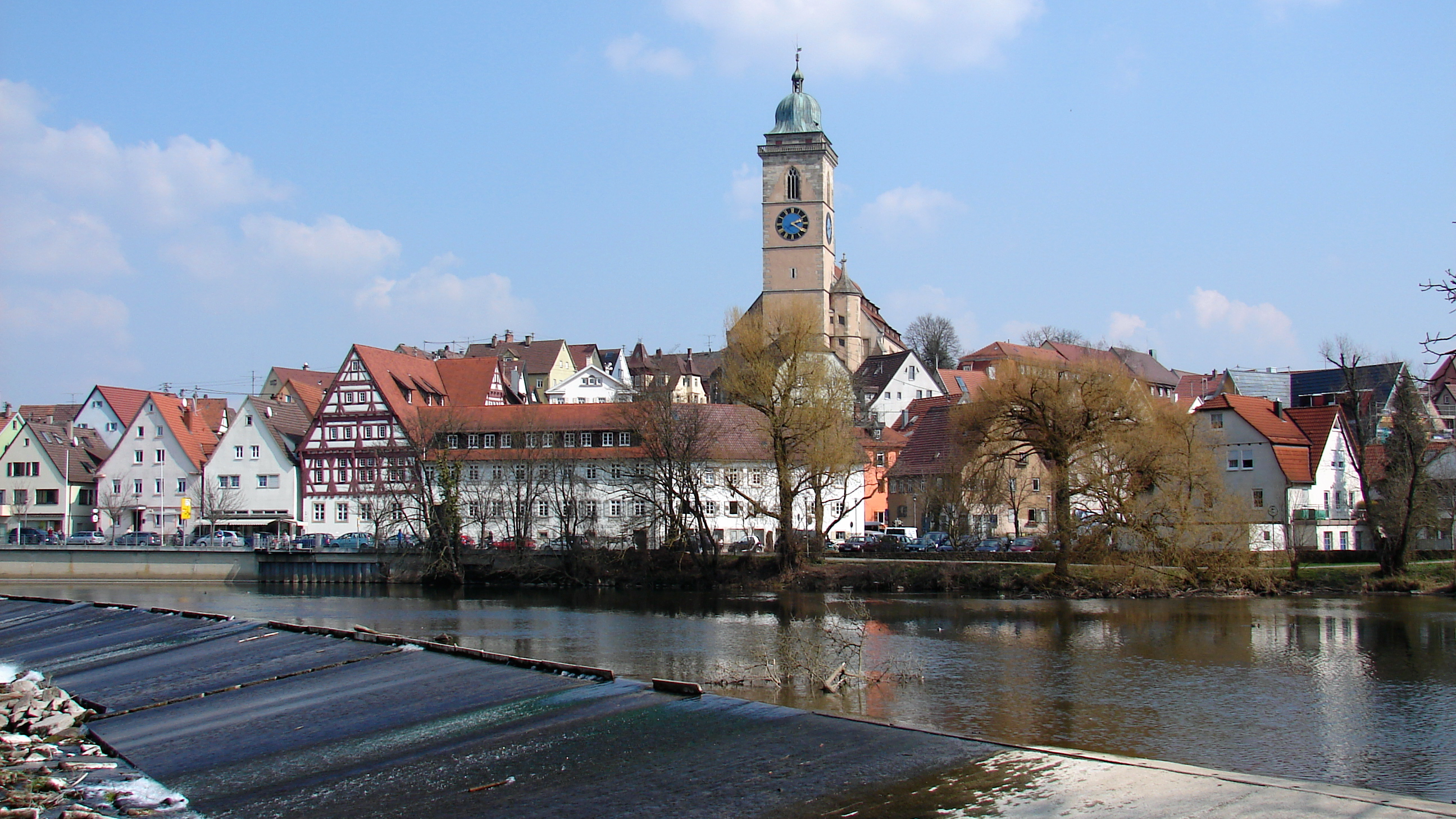
Stadtkirche St. Laurentius Nürtingen im Stadtbild

St. Laurentius ist die evangelische Hauptkirche der Stadt Nürtingen. Der bestehende Bau ist bereits der dritte an dieser Stelle. Er erhebt sich in stadtbeherrschender Lage auf einem Bergsporn über dem Neckar. Die Stadtkirche Nürtingen ist eine spätgotische Hallenkirche mit neugotischer Langhauswölbung. Bedeutendstes Ausstattungsstück war der sogenannte „Nürtinger Altar“. Er befindet sich heute in der Staatsgalerie Stuttgart. Die Nürtinger Stadtkirche gilt als Wahrzeichen der Stadt. Sie ist die Pfarrkirche der Evangelischen Stadtkirchengemeinde Nürtingen, die zum Kirchenbezirk Nürtingen der Evangelischen Landeskirche in Württemberg gehört.

## Baugeschichte
Der Turm wurde etwa 1470 begonnen. Ab etwa 1480 war der Chor im Bau. Das Langhaus war ca. 1488 vollendet. Architekt war Hans Buß. Der Bau besaß damals eine Flachdecke. Die Wölbung des Chores ist spätmittelalterlich. Der Turm erhielt nach einem Blitzschlag 1572 ein weiteres Geschoss sowie die heutige Renaissance-Haube. An das Langhaus legen sich drei Treppentürme an, die Wendeltreppen enthalten. Der nordwestlich gelegene, durch den heute der Eingang für Besucher erfolgt, stammt von Heinrich Schickardt (auf siebeneckigem Grundriss, 1624), jener am Turm von Hans Hering (auf achteckigem Grundriss, 1625/26). 1624 wurde der Lettner errichtet. Die sich glücklich dem Raum anpassende Langhauswölbung erfolgte 1895/96. In dieser Zeit wurden auch Kanzel, Taufstein und Altar neu geschaffen. Im Jahr 2000 zerstörte ein Brand die Orgel. Die neue Orgel wurde 2004 errichtet.

## Architektur

### Äußeres
Der Westturm von St. Laurentius erhebt sich auf quadratischem Grundriss und wird durch Gesimse in sechs Geschosse gegliedert. Im sechsten Geschoss öffnen sich spitzbogige Schallarkaden. Ein vorkragendes Konsolgesims trägt eine Galerie mit Balustrade. Bekrönt wird die geschweifte Turmhaube von einer schlanken Laterne. Der Sockel von Turm und Langhaus ist steinsichtig gehalten. Auf einem einfachen Gesims, das auch um die gestuften Strebepfeiler läuft, fußen die gotischen Fensteröffnungen. Die Mauerkanten sind steinsichtig, die Mauern selbst in hellem Rosa verputzt.

### Innenraum
Die Nürtinger Stadtkirche ist eine dreischiffige spätgotische Hallenkirche ohne Querhaus und mit eingezogenem Chor. Das Langhaus besteht aus vier Jochen. Durch Variationen wird der Innenraum feinfühlig rhythmisiert: Das Mittelschiff ist um ein Geringes breiter als die Seitenschiffe, die mittleren Joche sind etwas tiefer als die äußeren beiden. Auf diese Weise erscheinen erstes und viertes Mittelschiffjoch querrechteckig, zweites und drittes Joch annähernd quadratisch. In den Seitenschiffen erscheinen hingegen erstes und viertes Joch annähernd quadratisch, zweite und drittes längsrechteckig. Im Westjoch ist eine Orgelempore eingezogen, ein betonsichtiges, sich gegenüber dem Altbau wohltuend zurücknehmendes Werk. Die Langhauspfeiler sind achteckig. Die Bögen der Scheidarkaden wachsen ohne Kapitelle aus den Pfeilern empor. Jeweils ein Runddienst besetzt in Richtung Hauptschiff bzw. Seitenschiff den Pfeiler. Den Diensten entwachsen ohne Kämpfer die Gewölbegrate. An den Außenmauern setzen die Grate von kleinen Konsolen aus an. Den Zugang zum Chor verengen Mauerzungen. Der Chor selbst schließt über fünf Seiten eines Achtecks. An der Chorsüdmauer öffnet sich die Lambertpforte, ihr schräg gegenüber liegt die Sakristeipforte. Nördlich schließt sich dem Chor die Sakristei an, südlich ein neu geschaffener Zugangsbereich. Die Nürtinger St.-Laurentius-Kirche zeichnet sich durch Weiträumigkeit und ausgewogene Proportionen aus. Diesen Raumqualitäten wusste sich auch der für die neugotische Einwölbung des Langhauses verantwortliche Architekt verpflichtet.

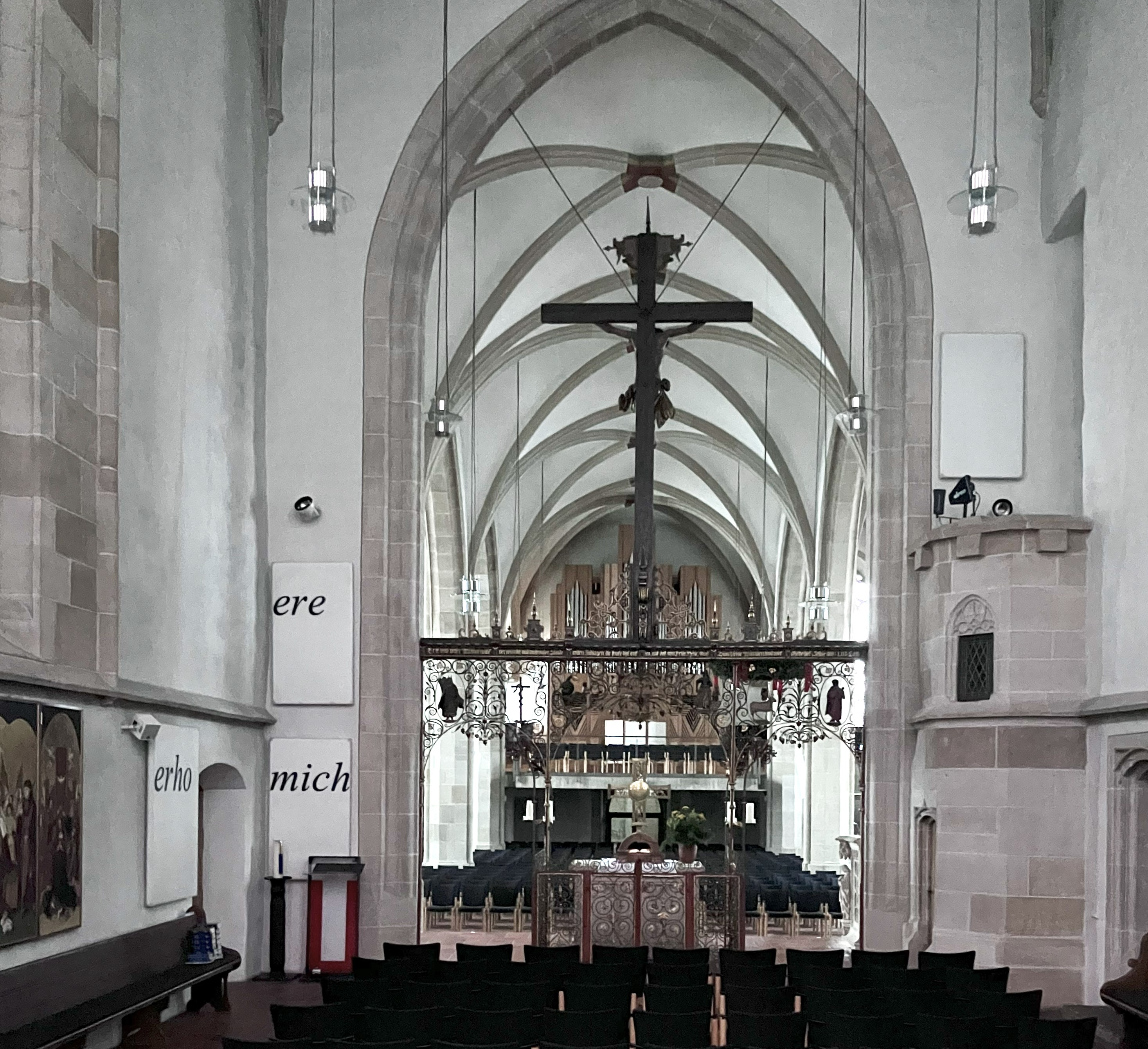
Blick nach Osten
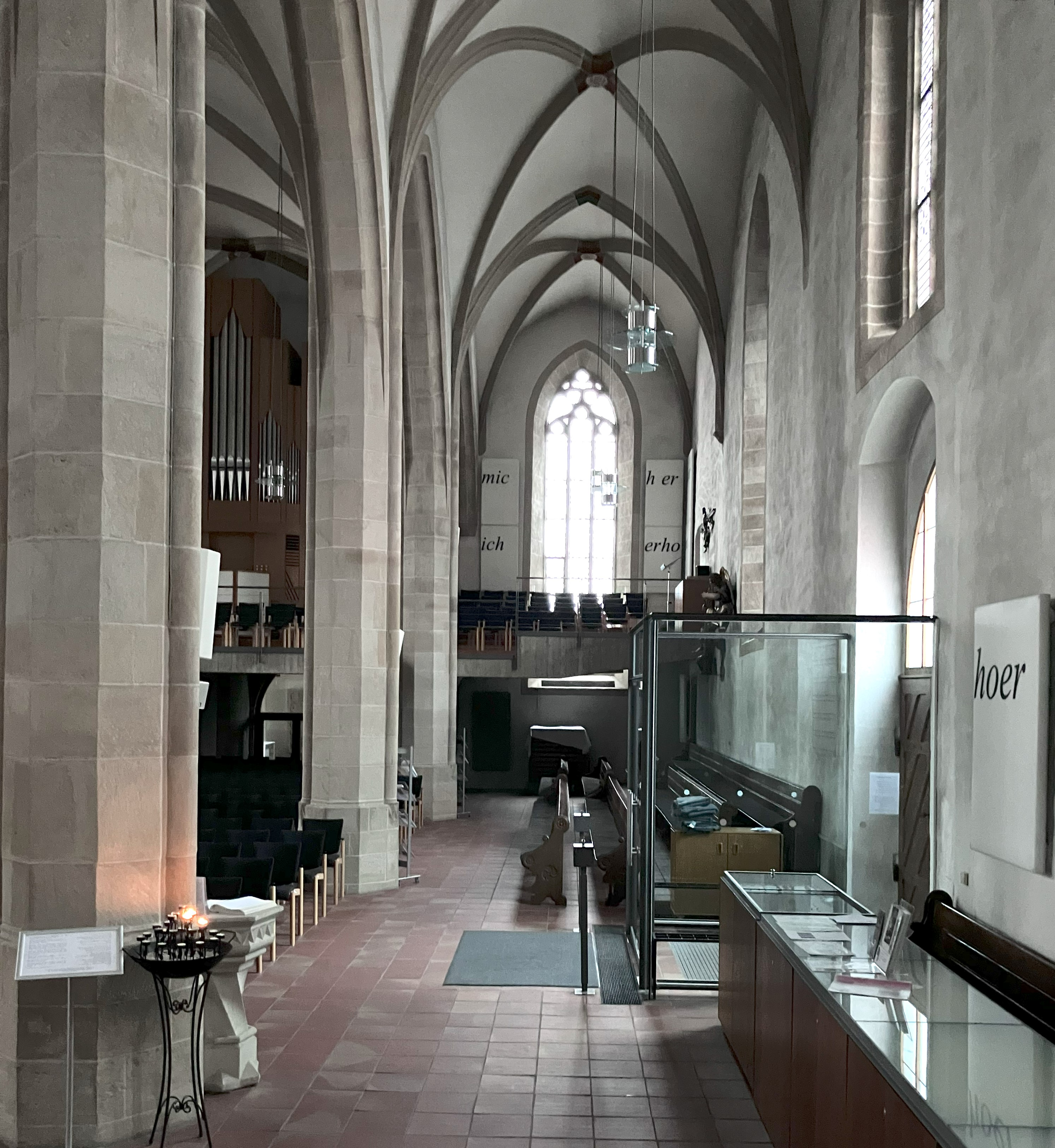
Südliches Seitenschiff nach Osten
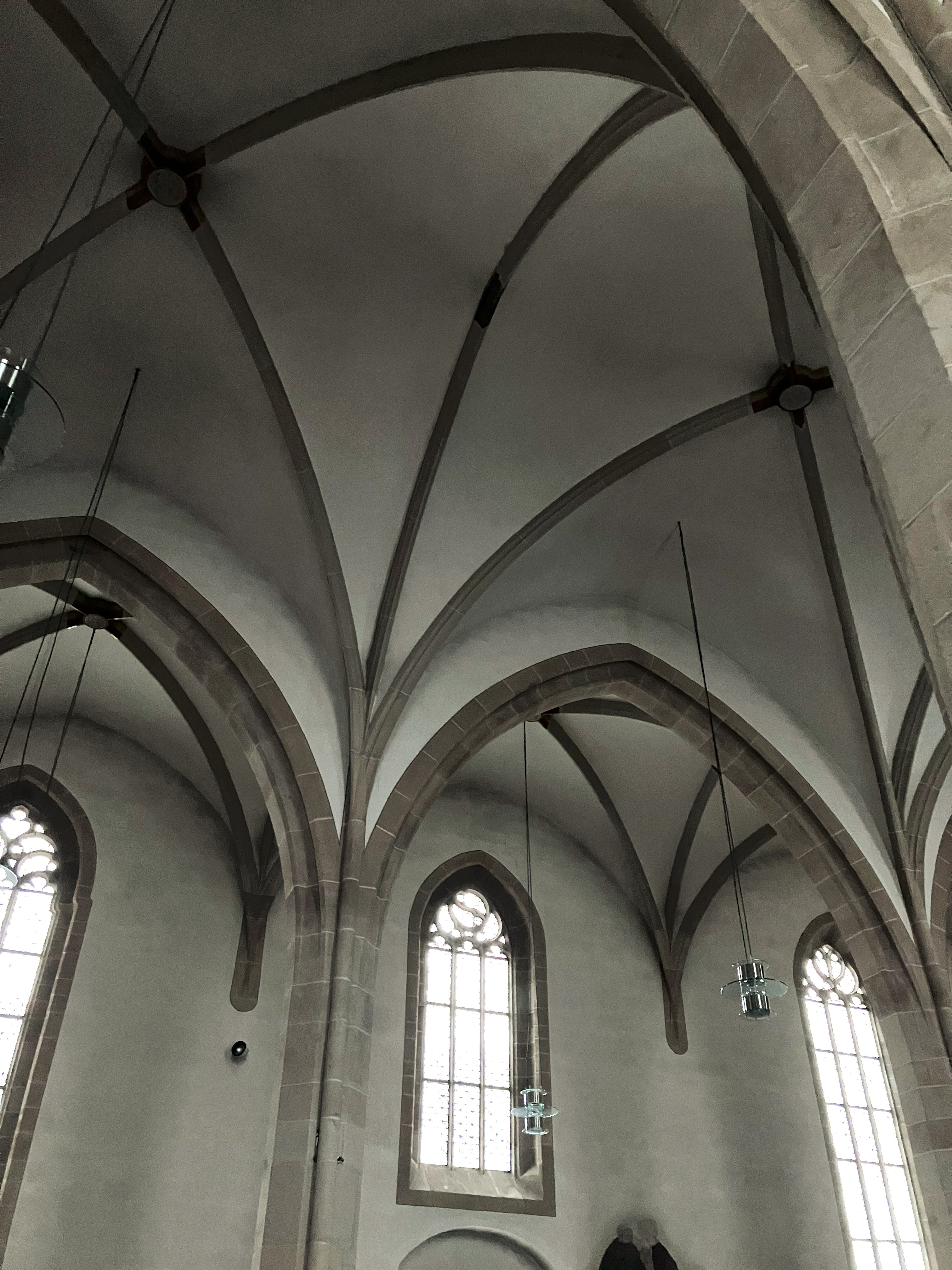
Langhausgewölbe
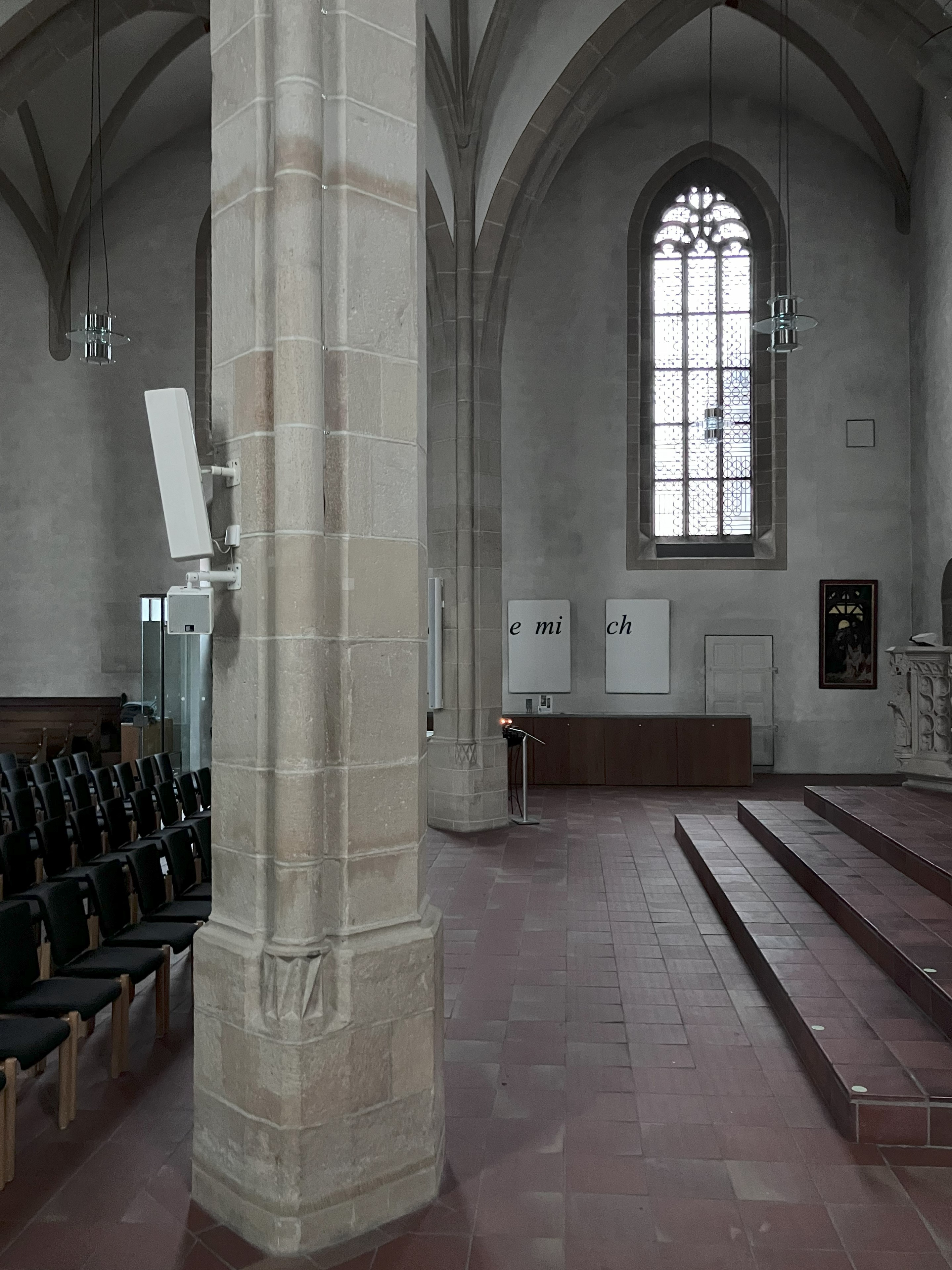
Langhaus nach Norden

## Ausstattung
Der geschmiedete Lettner stammt von Bernhard Keysser oder Kaiser (1624). Ein Querbalken trägt das Kruzifix im Chorbogen. Es wurde um 1622 von dem Balinger Simon Schweizer geschnitzt, der auch den ehemaligen Nürtinger, nun in Neuffen befindlichen Kanzeldeckel schuf. Vier barocke Engel sind an den Langhauswänden aufgehängt. Sie stammen von einem alten Orgelprospekt und wurden gegen 1725 geschaffen. In der Stadtkirche befinden sich mehrere Epitaphien des 16. und 17. Jahrhunderts. Im zweiten Turmgeschoss befindet sich eine Turmbibliothek.

### Orgel und Glocken
Die Orgel wurde nach dem Brand von 2000 von der Orgelfirm Goll aus Luzern 2004 eingebaut. Das Gehäuse besteht aus massivem Eichenholz, die Orgel zählt 42 Register. Es ist das mittlerweile fünfte Instrument in St. Laurentius. Die zerstörte Orgel stammte aus den 1970er Jahren. Das Geläut umfasst fünf Glocken. Die älteste datiert von 1493 und stammt aus Blaubeuren („Domenica“, e'). Eine weitere datiert von 1622 (c''). Die anderen drei stammen von 1948 (g', a', d'').

### Der Nürtinger Altar
Der ehemalige Altar der Stadtkirche, der sogenannte „Nürtinger Altar“, befindet sich seit 1841 in der Staatsgalerie Stuttgart. Er wurde 1516 vom Meister des Nürtinger Altars geschaffen. Dessen Signatur lautet „C. W.“. Vielleicht handelt es sich hierbei um den in Rottweil geborenen und in Augsburg tätigen Conrad Weiß. Der Altar zeigte Anna selbdritt zwischen Joseph und Joachim. Das Original misst 153,8 × 151,8 cm. Seit 2010 steht eine Replik des Altars im Chor. Dargestellt sind die Mutter Marias, Anna, mit Maria und dem Jesuskind. An den Seiten stehen Joseph und Joachim, hinten Engel. Auf einer Wolke thront, umgeben von Engelsköpfen, Gottvater.

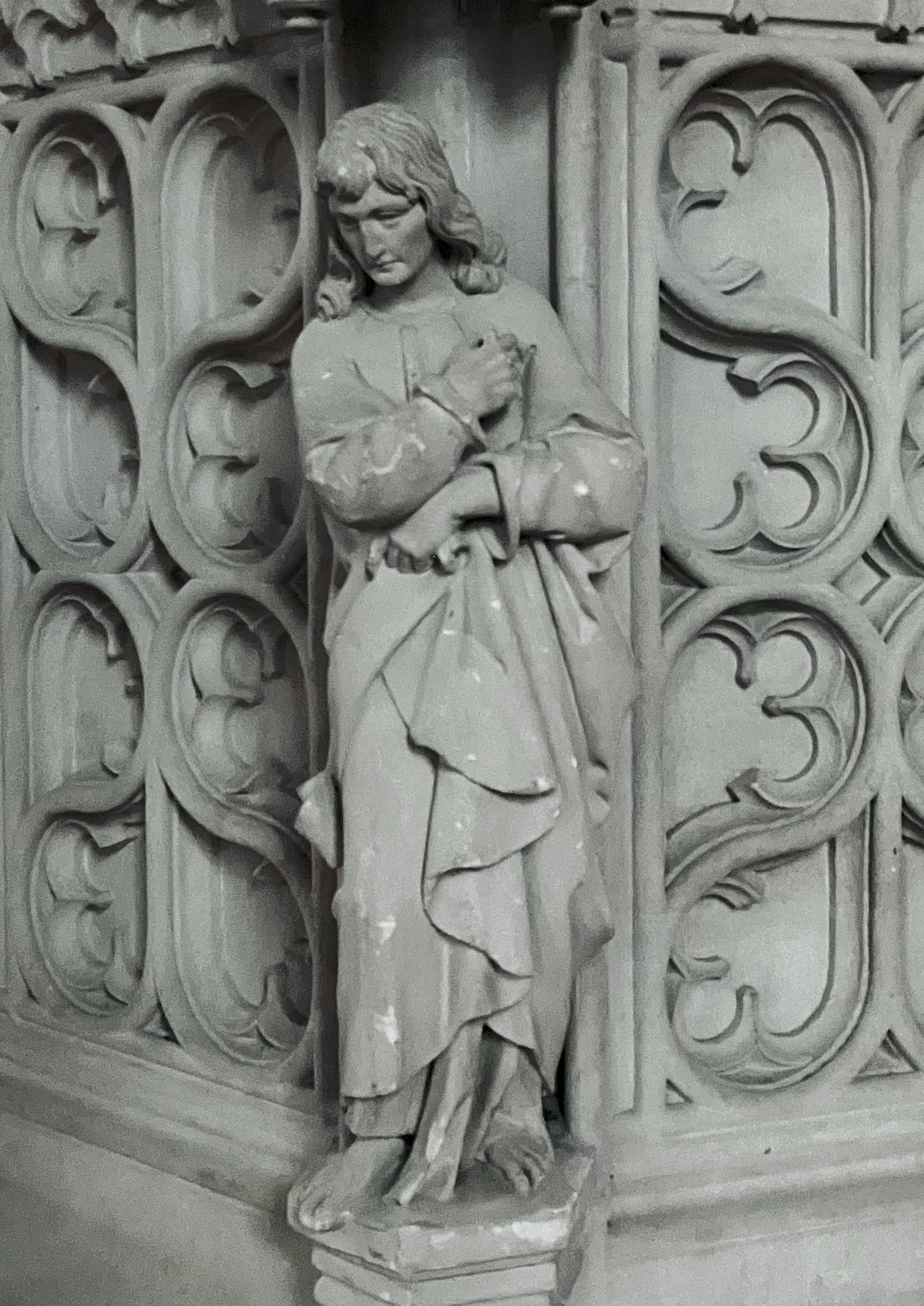
Detail der Kanzel
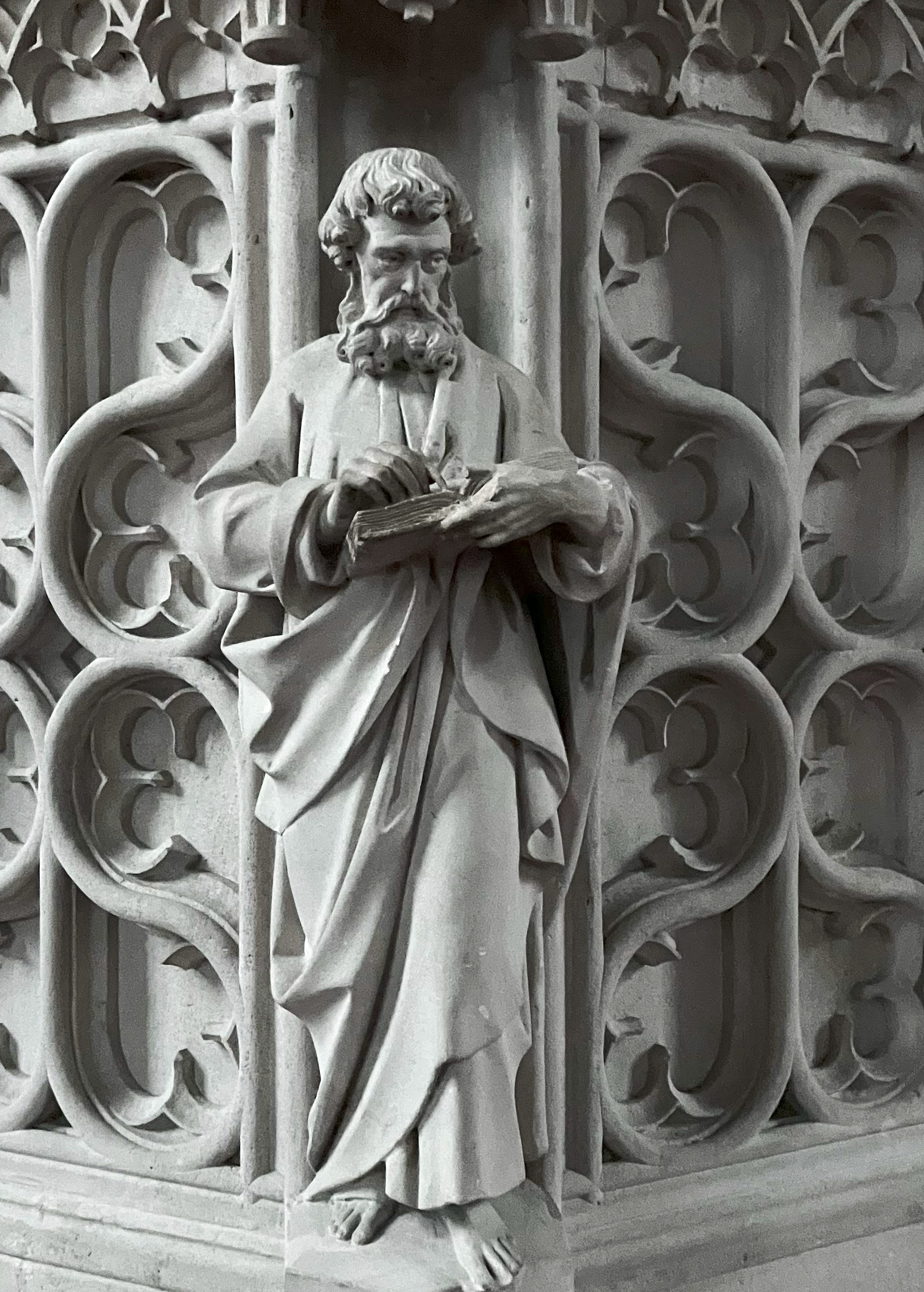
Detail der Kanzel
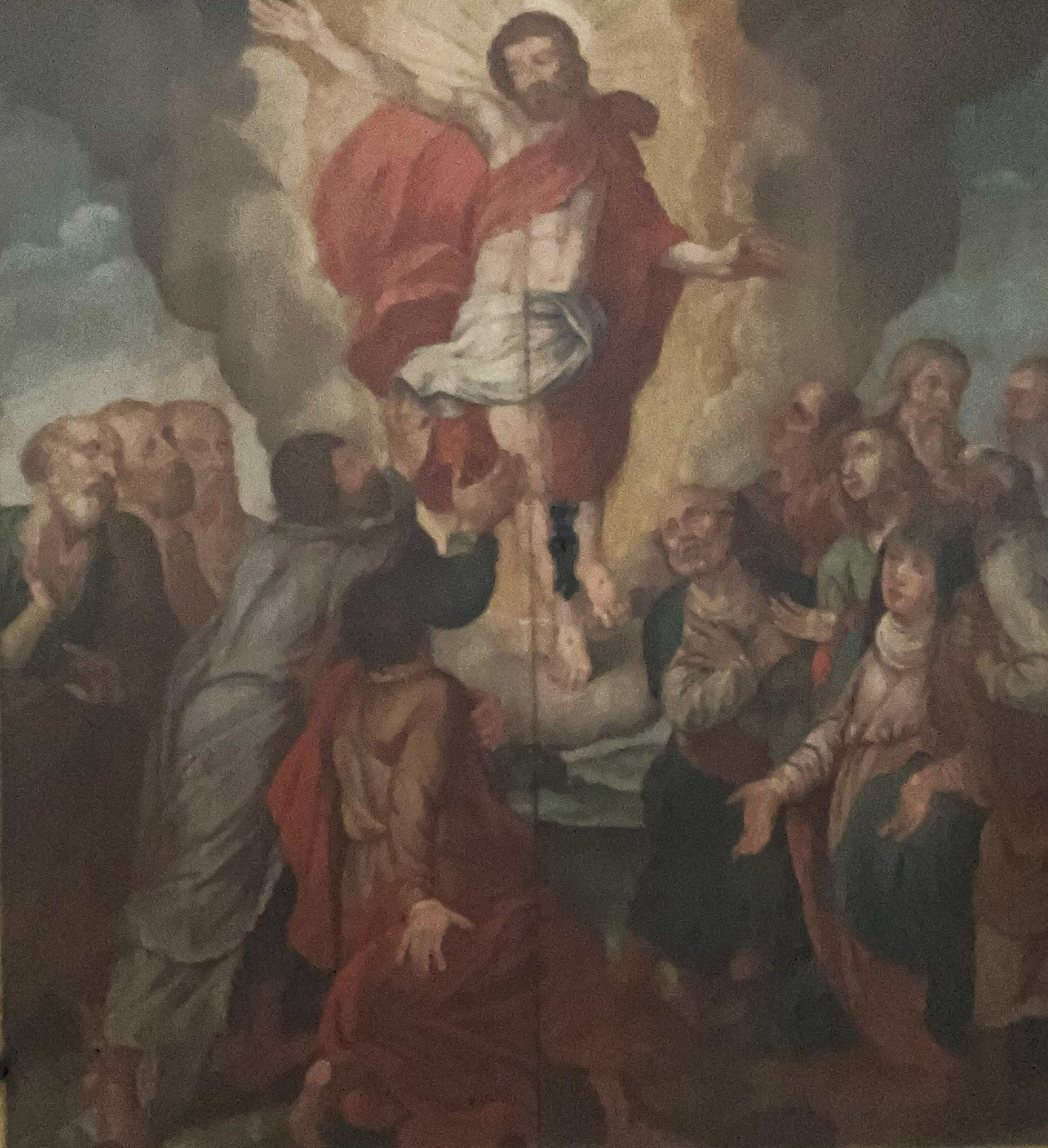
Himmelfahrt Christi
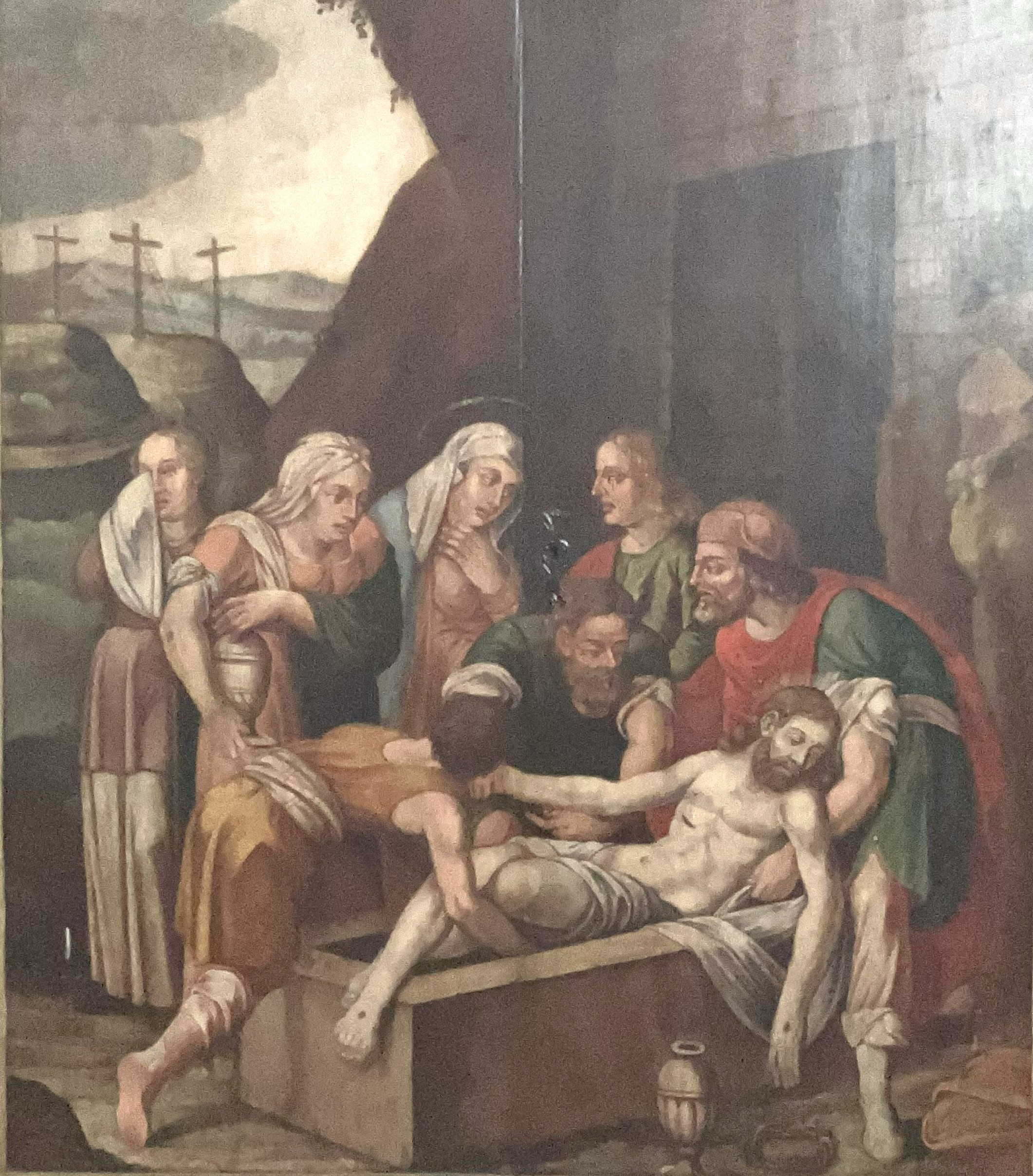
Grablegung Christi